# Pelourinho de Vila do Touro
O Pelourinho de Vila do Touro está situado no centro da freguesia de Vila do Touro, no município do Sabugal.
É um dos seus pontos turísticos, como também são a Igreja Matriz, o Castelo de Vila do Touro, várias fontes e cruzeiros e a Capela de Nossa Senhora do Mercado.
Está classificado como Imóvel de Interesse Público desde 1933.